# Stazione di Nole
La stazione di Nole è una stazione ferroviaria della Ferrovia Torino-Ceres. Serve il centro abitato di Nole, nella città metropolitana di Torino.
Precedemente gestita dal Gruppo Torinese Trasporti (GTT), dal 1 gennaio 2024 è gestita da Rete Ferroviaria Italiana (RFI).

## Storia
La stazione fu costruita nel 1876 secondo il progetto dell'ingegner Emanuele Borrella, prendendo spunto, come per Mathi e Balangero, dalla stazione di Borgaro

## Strutture e impianti
La stazione è costituita da un edificio principale a tre piani con un'ala laterale di un solo piano e balcone soprastante. Il tetto è a due falde in legno con rivestimento in coppi e caratteristico coronamento in legno. La struttura della stazione è in mattoni ed è sprovvista di pensilina.
È presente una tettoia in muratura con copertura a doppia falda in legno e rivestimento in coppi.
Durante l'estate del 2013 è stata ristrutturata la banchina del secondo binario, ma nonostante questo intervento al momento solo il primo binario fa servizio viaggiatori in entrambe le direzioni.
Da giugno 2014 è stato costruito un parcheggio da circa 30 posti auto sfruttando il vecchio piazzale di sosta dei carri merci e contestualmente è stata messa in sicurezza la tettoia sotto cui sono stati disposti degli stalli per il parcheggio di biciclette.
La stazione ha due binari più un binario tronco terminante nel parcheggio adiacente alla tettoia.

## Servizi
La stazione dispone di:
- Biglietteria a sportello
- Biglietteria Automatica
- Servizi igienici